# Bathyaulax fritzeni
Bathyaulax fritzeni är en stekelart som beskrevs av Kaartinen och Donald L.J. Quicke 2007. Bathyaulax fritzeni ingår i släktet Bathyaulax och familjen bracksteklar. Inga underarter finns listade.